# Square Island
Square Island är en ö i Kanada.   Den ligger i provinsen Newfoundland och Labrador, i den östra delen av landet, 1 700 km nordost om huvudstaden Ottawa. Arean är 22,7 kvadratkilometer.
Terrängen på Square Island är platt. Öns högsta punkt är 147 meter över havet. Den sträcker sig 6,0 kilometer i nord-sydlig riktning, och 6,5 kilometer i öst-västlig riktning.